# Leva del Biberón

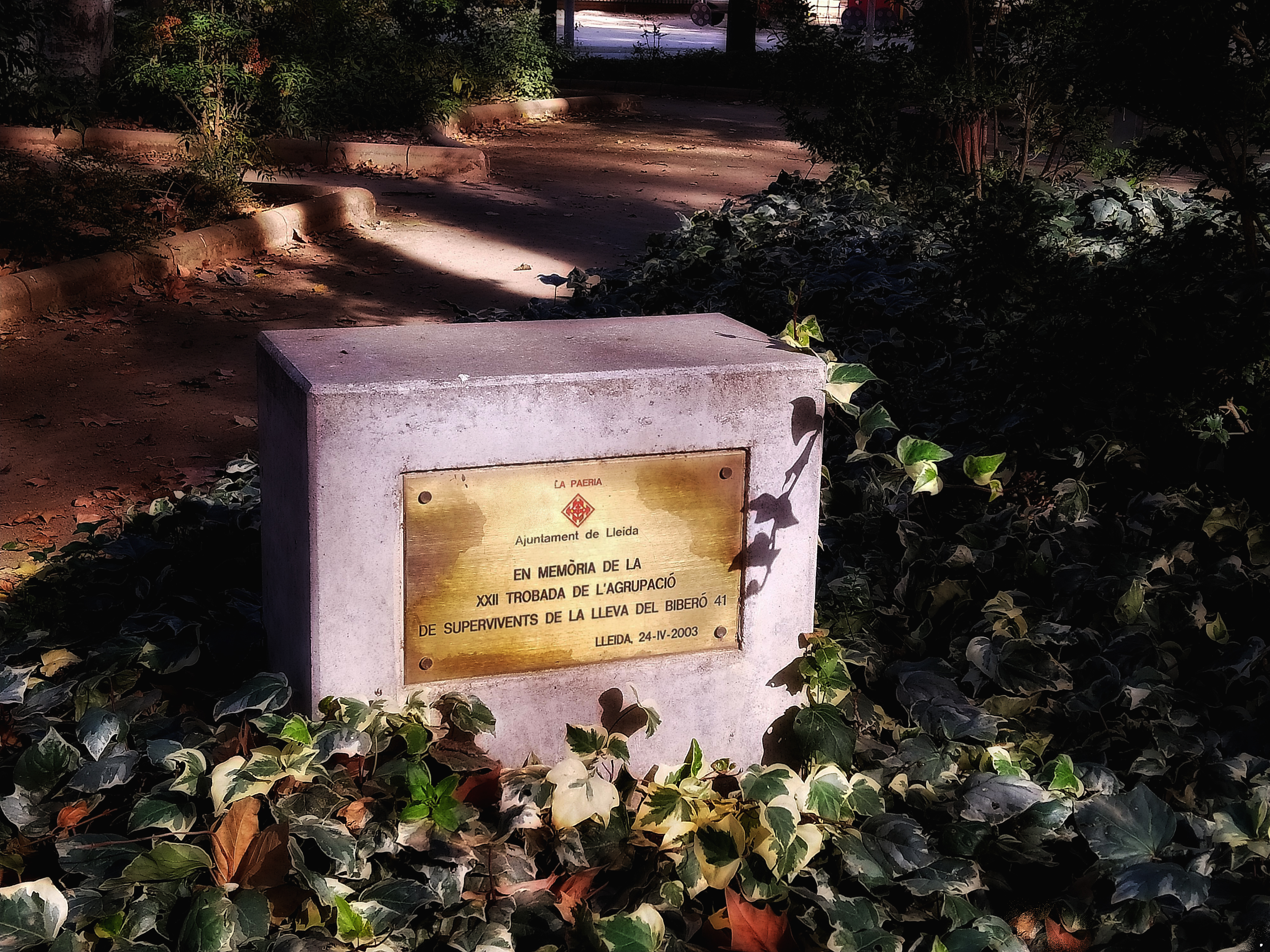
Lleida.- Placa conmemorativa del XXII encuentro de la Quinta del Biberón.

La «leva del Biberón» (conocida también como «quinta del Biberón») fue el nombre que se dio a las levas de 1938 y 1939 en todo el territorio que aún controlaba la España republicana durante los últimos años de la guerra civil española. Fue movilizada finales de abril de 1938. En aquel momento, las tropas franquistas habían atacado Lérida, Gandesa, Balaguer, Tremp y Camarasa y se estaban haciendo con el control de los últimos puntos de resistencia republicana.
El 4 de enero de 1939 la Gaceta Oficial de la República Española hacía pública la orden de incorporación al ejército de todos los chicos catalanes y valencianos  que durante el año 1938 habían cumplido los dieciocho años, o que los tenían que cumplir durante el primer trimestre de 1939. La última quinta del Biberón estaría formada por chicos nacidos entre enero y marzo de 1922.
En total fueron llamados a filas unos 30.000 jóvenes, venidos de todo el territorio nacional del lado republicano: Murcia, Cataluña y Valencia, entre otras, entre los que se contarían futuras personalidades como Jesús Blasco. Primeramente tenían que cubrir tareas auxiliares, pero el 25 de julio de 1938 ya participaban en la ofensiva republicana de la batalla del Ebro, siendo la gran mayoría menores de edad, llegándose a alcanzar los 14 años de edad.
Se cree que recibió este nombre cuando Federica Montseny se refirió a todos ellos de esta manera: «¿Diecisiete años? Pero si todavía deben tomar el biberón».
Estuvieron en las cruentas batallas de Merengue y Baladredo, las dos en el frente del Segre durante la llamada ofensiva de Cataluña. También tomaron parte en la batalla del Ebro y algunos fueron destinados al batallón alpino, en los Pirineos leridanos. 
Acabada la guerra corrieron suertes bien diferentes. Algunos se exiliaron en Francia y acabaron en los campos de concentración de Argelès-sur-Mer, Saint-Cyprien y Agda. Otros, en las prisiones franquistas y en los campos de concentración de Vitoria y Miranda de Ebro y otros fueron a batallones de trabajadores repartidos por toda España e hicieron el servicio militar en Zaragoza, Barcelona y hasta en el Sáhara español. Otra parte de los jóvenes fueron liberados por las fuerzas franquistas caso de ser capturados ya que, como fue normal durante todo el conflicto, la ideología de los llamados a filas no correspondía necesariamente con el bando que les obligaba a alistarse.
Unos 307 supervivientes y 412 familiares fundaron en 1983 la «Agrupación de Supervivientes de la Leva del Biberón-41».